# Bukovje Bistransko
Bukovje Bistransko es una localidad de Croacia en el municipio de Bistra, condado de Zagreb.

## Geografía
Se encuentra a una altitud de 151 m s. n. m. a 22.4 km de la capital nacional, Zagreb.

## Demografía
En el censo 2011, el total de población de la localidad fue de 382 habitantes.
Según estimación 2013 contaba con una población de 397 habitantes.